# Eucalyptus boliviana
Eucalyptus boliviana là một loài thực vật có hoa trong Họ Đào kim nương. Loài này được J.B.Williams & K.D.Hill mô tả khoa học đầu tiên năm 2001.